# 锡酸盐
锡酸盐是锡的含氧酸盐，有多个种类，可以锡或二氧化锡为原料来制备。它可用作半导体材料或发光材料。它在自然界中有多种矿物，如水镁锡矿等。

## 锡酸盐的种类
锡酸盐主要有以下三种：
- 偏锡酸盐：符合MI2SnO3、MIISnO3元素计量比的化合物，其中一价金属的化合物可能含有聚阴离子，有时更适合写成混合氧化物的形式；
- 正锡酸盐（原锡酸盐）：含有独立SnO4−
4单元的化合物，如K4SnO4；或具有尖晶石结构的锡化合物，如Mg2SnO4。
- 羟基锡酸盐：含有[Sn(OH)6]4−的化合物。